# Mauvais Sang (poème)
Pour les articles homonymes, voir Mauvais Sang.

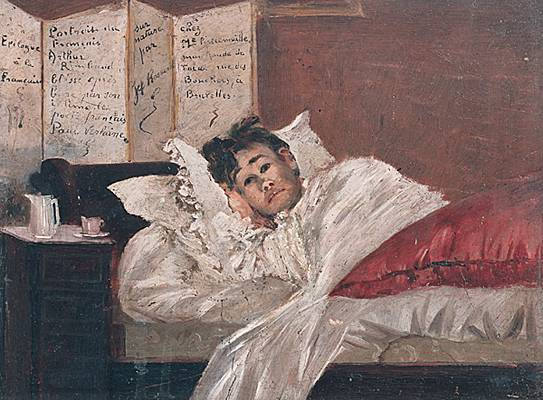
Rimbaud alité après le « drame de Bruxelles », juillet 1873 (tableau peint par Jef Rosman, musée Arthur-Rimbaud).

Mauvais Sang est un poème en prose d'Arthur Rimbaud issu du recueil intitulé Une saison en enfer.

## Présentation
Mauvais sang est le second poème du recueil Une saison en enfer écrit en 1873 par Rimbaud après une douloureuse rupture avec le poète Verlaine. Ce dernier tire deux coups de revolver sur Rimbaud qu'il appelle son « époux infernal », ce qui met fin à leur vie errante et à leur relation amoureuse tumultueuse.
Sorti de l'hôpital le 20 juillet, Rimbaud passe sa convalescence chez une logeuse le temps que se referme sa blessure au poignet. Un jeune peintre inconnu Jef Rosman, réalisa ce portrait d'un enfant fiévreux sous son édredon rouge.
Une ébauche manuscrite du poème est conservée à la Bibliothèque Nationale de France

## Adaptation
Léo Ferré a mis en musique et chanté l'intégralité du poème dans son album Une saison en enfer, paru en 1991.